# Thoseidea lineapunctata
Thoseidea lineapunctata är en fjärilsart som beskrevs av George Thomas Bethune-Baker 1911. Thoseidea lineapunctata ingår i släktet Thoseidea och familjen snigelspinnare. Inga underarter finns listade i Catalogue of Life.